# Arquidiócesis de Fengtian
La arquidiócesis de Fengtian, de Fengtien o de Mukden (en latín: Archidioecesis Fomtienensis y en chino: 天主教奉天总教区) es una circunscripción eclesiástica de la Iglesia católica en China. Se trata de una arquidiócesis latina, sede metropolitana de la provincia eclesiástica de Fengtian. Desde el 29 de junio de 2008 su arzobispo es Paul Pei Junmin, aunque para el Anuario Pontificio está vacante desde el 16 de mayo de 1978. La Asociación Patriótica Católica China redujo y renombró a la arquidiócesis a diócesis de Shenyang en fecha no precisada, luego, en septiembre de 1981 la fusionó en su nueva diócesis de Liaoning, junto con las diócesis de Fushun, Yingkou y la diócesis oficial de Jinzhou (parte de la diócesis de Rehe), sin asentimiento de la Santa Sede.

## Territorio y organización

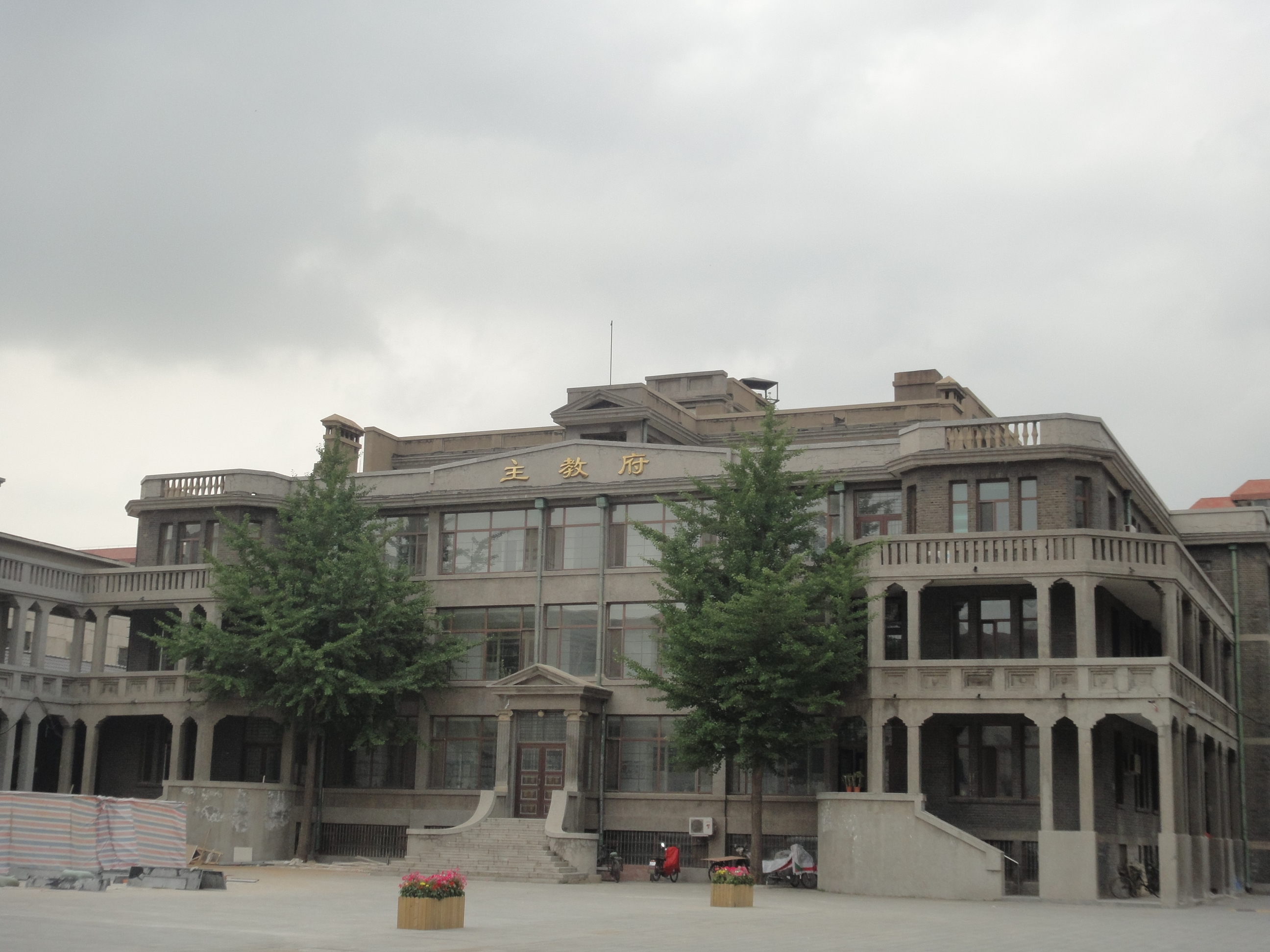
Sede de la arquidiócesis

La arquidiócesis extiende su jurisdicción sobre los fieles católicos de rito latino residentes en parte de la provincia de Liaoning. Para la Asociación Patriótica Católica China la diócesis de Liaoning comprende toda la provincia de Liaoning.

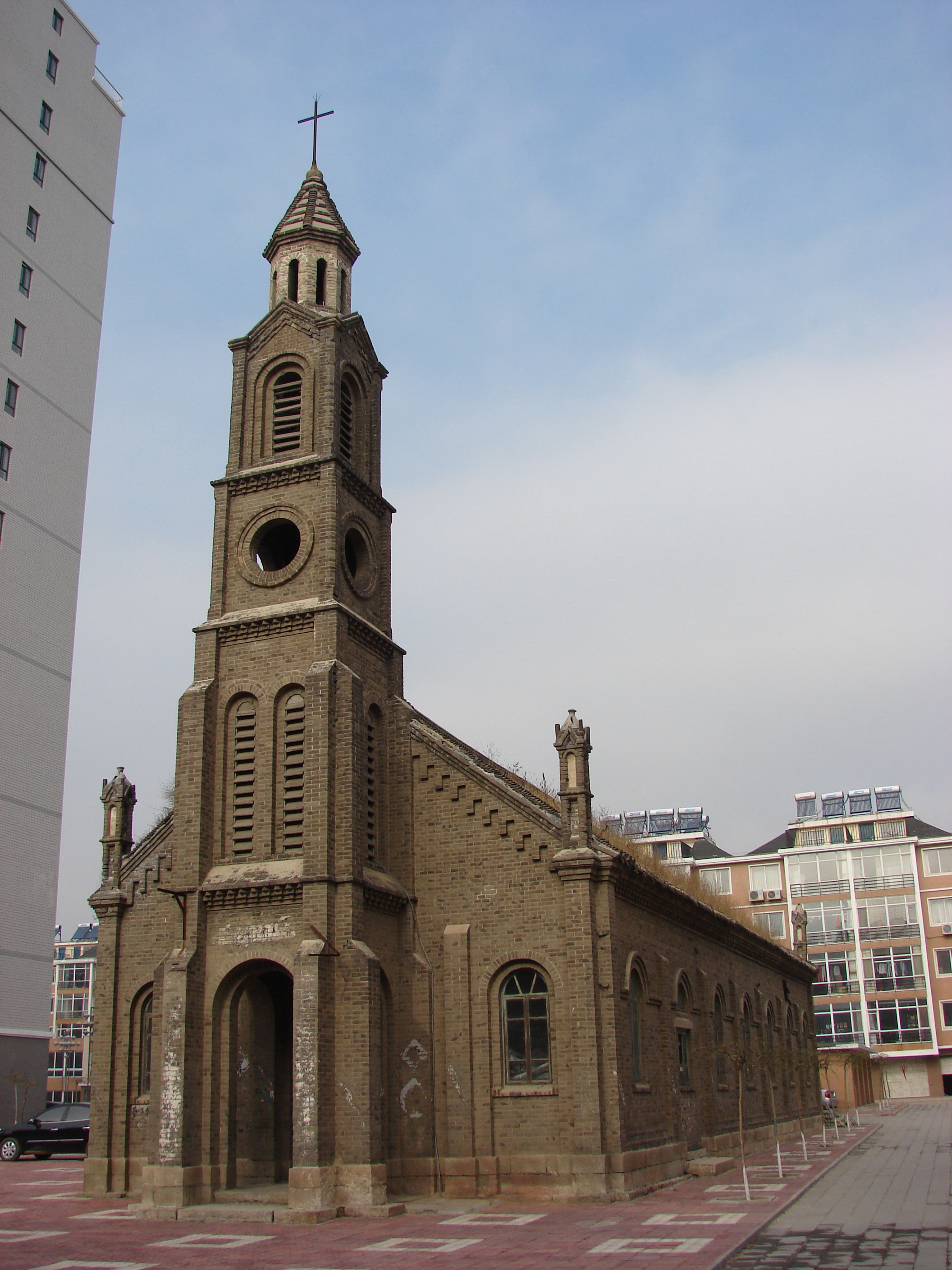
Iglesia católica en Beizhen

La sede de la arquidiócesis se encuentra en la ciudad de Shenyang (o Mukden), en donde se halla la Catedral del Sagrado Corazón. 
La arquidiócesis tiene como sufragáneas a las diócesis de: Chifeng, Fushun, Jilin, Rehe, Sipingjie, Yanji y Yingkou.
En 1950 en la arquidiócesis existían 27 parroquias.

## Historia
El vicariato apostólico de Liaotung fue erigido el 14 de agosto de 1838 con el breve Ex debito del papa Gregorio XVI, obteniendo el territorio de la diócesis de Pekín (hoy arquidiócesis de Pekín). Inicialmente incluía todos los territorios al norte de la Gran Muralla China, concretamente Manchuria y Mongolia (Interior y Exterior), regiones que formaban, en la terminología de la época, la Tartaria. La obra de evangelización de ese inmenso territorio fue confiada a la Sociedad de las Misiones Extranjeras de París.
El 28 de agosto de 1840 las dos regiones fueron separadas en dos vicariatos distintos: el vicariato apostólico de Mongolia (hoy diócesis de Xiwanzi) y el vicariato apostólico de Liaotung y Manchuria. Este último incluía la Manchuria china, aunque los límites entre este distrito eclesiástico y el vecino de Mongolia no siempre fueron claros. El vicario apostólico Verrolles tuvo que realizar un viaje a Europa para aclarar los límites de su misión.
El 10 de mayo de 1898 Manchuria se dividió en dos vicariatos apostólicos, a petición de Laurent Guillon; el vicariato apostólico de Manchuria Septentrional (hoy diócesis de Jilin) y la actual circunscripción, que tomó el nombre de vicariato apostólico de Manchuria Meridional.
El 3 de diciembre de 1924, tras una decisión del sínodo de los vicarios apostólicos de China, el vicariato apostólico de Manchuria Meridional cambió su nombre por el de vicariato apostólico de Mukden, el nombre manchú de Shenyang, en virtud del decreto Vicarii et Praefecti de la Congregación de Propaganda Fide. La ubicación anteriormente conocida como Fengtian.
El 2 de agosto de 1929 cedió una parte de su territorio para la erección de la prefectura apostólica de Szepingkai (hoy diócesis de Sipingjie) mediante el breve Ex hac sublimi del papa Pío XI.
Después de la invasión japonesa de 1931, el 1 de marzo de 1932 el vicariato apostólico quedó dentro del estado de Manchukuo, bajo dominio del Imperio del Japón hasta la invasión soviética de agosto de 1945.
El 4 de febrero de 1932 cedió otra parte de su territorio para la erección de la prefectura apostólica de Fushun (hoy diócesis de Fushun) mediante el breve Admonet Nos del papa Pío XI.
El 11 de abril de 1946 el vicariato apostólico fue elevado a arquidiócesis metropolitana con la bula Quotidie Nos del papa Pío XII.
El 14 de julio de 1949 la arquidiócesis cedió otra porción de su territorio para la erección de la diócesis de Yingkou mediante la bula Ne Sacri Pastores del papa Pío XII.
En 1946 Shenyang volvió al control de la República de China, pero el Partido Comunista de China se impuso en la guerra civil y proclamó la República Popular China el 1 de octubre de 1949. El 4 de septiembre de 1951 China comunista expulsó al nuncio apostólico Antonio Riberi y la Santa Sede continuó reconociendo a la República de China en Taiwán como el legítimo gobierno chino. Todos los misioneros extranjeros fueron expulsados de China comunista en 1952.
La Asociación Patriótica Católica China fue creada con el apoyo de la Oficina de Asuntos Religiosos de la República Popular de China en 1957, con el objetivo de controlar las actividades de los católicos en China. Su nombre público es Iglesia católica china y es referida como la "Iglesia oficial" en contraposición a la "Iglesia subterránea" o "Iglesia clandestina" leal a la Santa Sede.
En el período de 1966 a 1976 la Revolución Cultural se ensañó especialmente contra la religión, destruyéndose numerosas iglesias y cesaron todas las actividades religiosas en la arquidiócesis. A principios de la década de 1980 la arquidiócesis reanudó sus operaciones.
La Asociación Patriótica Católica China redujo y renombró a la arquidiócesis a diócesis de Shenyang en fecha no precisada, luego, en septiembre de 1981 la fusionó en su nueva diócesis de Liaoning, junto con las diócesis de Fushun, Yingkou y la diócesis oficial de Jinzhou (parte de la diócesis de Rehe), sin asentimiento de la Santa Sede.
El 22 de septiembre de 2018 se firmó en Pekín el Acuerdo provisional entre la Santa Sede y la República Popular de China sobre el nombramiento de los obispos. El 22 de octubre de 2020 el acuerdo fue prorrogado por otros dos años y en octubre de 2022 por otros dos años más. Los dos últimos arzobispos, aunque forman parte de la Iglesia patriótica china, quisieron esperar la autorización de la Santa Sede antes de aceptar oficialmente el episcopado.
Debido a la situación particular de la Iglesia católica en China, la Santa Sede no nombra obispos para las diócesis chinas, que son sedes oficialmente vacantes incluso en presencia de obispos reconocidos por Roma.

## Estadísticas
Según el Anuario Pontificio 1951 la arquidiócesis tenía a fines de 1950 un total de 11 767 fieles bautizados.
| Año                                                                             | Población            | Población | Población      | Sacerdotes | Sacerdotes    | Sacerdotes    | Bautizados por sacerdote | Diáconos permanentes | Religiosos | Religiosos | Parroquias |
| Año                                                                             | Bautizados católicos | Total     | % de católicos | Total      | Clero secular | Clero regular | Bautizados por sacerdote | Diáconos permanentes | Varones    | Mujeres    | Parroquias |
| ------------------------------------------------------------------------------- | -------------------- | --------- | -------------- | ---------- | ------------- | ------------- | ------------------------ | -------------------- | ---------- | ---------- | ---------- |
| 1950                                                                            | 11 767               | 5 040 154 | 0.2            | 33         | 33            |               | 356                      |                      |            | 141        | 27         |
| Fuente: Catholic-Hierarchy, que a su vez toma los datos del Anuario Pontificio. |                      |           |                |            |               |               |                          |                      |            |            |            |

## Episcopologio
- Emmanuel-Jean-François Verrolles, M.E.P. † (11 de diciembre de 1838-29 de abril de 1878 falleció)
- Constant Dubail, M.E.P. † (23 de mayo de 1879-7 de diciembre de 1887 falleció)
- Louis-Hippolyte-Aristide Raguit, M.E.P. † (23 de marzo de 1888-17 de mayo de 1889 falleció)
- Laurent Guillon, M.E.P. † (28 de diciembre de 1889-2 de julio de 1900 falleció)
- Marie-Félix Choulet, M.E.P. † (21 de febrero de 1901-1 de julio de 1920 renunció)
- Jean-Marie-Michel Blois, M.E.P. † (19 de diciembre de 1921-18 de mayo de 1946 falleció)
- Ignacius P'i-Shu-Shih † (26 de julio de 1949-16 de mayo de 1978 falleció)
  - Sede vacante
  - Paul Xu Zhen-jiang † (24 de julio de 1981 consagrado-22 de junio de 1984 falleció)
  - Lawrence Zhang Huai-liang † (16 de octubre de 1988 consagrado-abril de 1989 falleció)
  - Pius Jin Peixian † (21 de mayo de 1989 consagrado-29 de junio de 2008 retirado)
  - Paul Pei Junmin, desde el 29 de junio de 2008